# Viscount Palmerston

Wappen der Viscounts Palmerston

Viscount Palmerston, of Palmerston in the County of Dublin, war ein erblicher britischer Adelstitel in der Peerage of Ireland. 

## Verleihung
Der Titel wurde am 12. März 1723 für Henry Temple geschaffen. Dieser hatte zuvor verschiedene britische Wahlbezirke im House of Commons repräsentiert. Zusammen mit der Viscountwürde wurde ihm der nachgeordnete Titel Baron Temple, of Mount Temple in the County of Sligo, verliehen.
Bedeutendster Inhaber des Titels war Henry John Temple, 3. Viscount Palmerston, welcher von 1855 bis 1858 und von 1859 bis 1865 britischer Premierminister war. Als dieser am 18. Oktober 1865 kinderlos verstarb, erlosch der Titel.

## Liste der Viscount Palmerston (1723)
- Henry Temple, 1. Viscount Palmerston (um 1673–1757)
- Henry Temple, 2. Viscount Palmerston (1739–1802)
- Henry Temple, 3. Viscount Palmerston (1784–1865)